# ТЕС Новаки

ТЕС Новаки — теплова електростанція у Тренчинському краї Словаччини.

## Станція А
Спорудження станції почалось у 1949-му, а з 1953 по 1957 роки на її майданчику стали до ладу вісім парових турбін: дві потужністю по 22,4 МВт (турбіни №1 та №2), дві з показниками по 10 МВт (№1а та №2а), дві з показниками по 32 МВт (№3 та №4) і дві потужністю по 25 МВт (№5 та №6). Таким чином, загальна потужність станції А становила 178,8 МВт. Для живлення цих турбін змонтували десять котлів продуктивністю по 110 тон пари на годину.
Наприкінці 20 століття поступово вивели з експлуатації більшу частину обладнання станції А: турбіни №2а та №6 (1985), №1а (1988), №5 (1990), №1 та №4 (1997), а також котли 3 – 7. При цьому в 1996-му запустили новий котел продуктивністю 125 тон пари на годину, який працює за технологією псевдозрідженого киплячого шару. Того ж року стала до ладу нова турбіна №11 потужністю 28 МВт, а в 2004-му додали турбіну №12 з показником у 18 МВт.
Виведення з експлуатації турбін №2 та №3 планувалось вже на середину 2000-х, втім, остання зі старих турбін станції А – №3 – припинила роботу лише в 2013-му. При цьому зі старого котельного обладнання в роботі залишаються котли зі станційними номерами 1 та 2.

## Станція В
У 1964-му стали до ладу два блоки станції В, кожен з яких мав один котел та парову турбіну потужністю 110 МВт. В 1976-му додали ще два таких саме блока. В усіх випадках турбогенераторне обладнання постачила ческа компанія Skoda.
У 2010-х роках блоки №1 та №2 станції В модернізували задля їх відповідності екологічним стандартам, а блоки №3 та №4 зупинили в 2015-му.

## Інші відомості
ТЕС запроектували з розрахунком на використання місцевого ресурсу лігнітів.
Для видалення продуктів згоряння у 1963-му спорудили димар заввишки 150 метрів, а в 1976-му, коли була подвоєна потужність станції В, для її обслуговування звели димар заввишки 300 метрів.
Окрім виробництва електроенергії, станція забезпечує подачу тепла для систем централізованого опалення населених пунктів Превідза, Новаки та Zemianske Kostoľany, а також постачає пару промисловим підприємствам, зокрема, Новацькому хімічному заводу (виробництво мономеру вінілхлориду та полівінілхлориду, трихлоретилену та іншого)
Видача продукції відбувається по ЛЕП, розрахованій на роботу під напругою 110 кВ.